# Mortal Engines
Mortal Engines is een Nieuw-Zeelands-Amerikaanse post-apocalyptische sciencefictionfilm uit 2018, geregisseerd door Christian Rivers en gebaseerd op het eerste boek van de Levende steden-boekenreeks van Philip Reeve.

## Verhaal
Enkele duizenden jaren in de toekomst. Na de zestigminutenoorlog (een nucleaire oorlog) is het landschap dor en droog geworden en de mensheid heeft zichzelf bijna volledig uitgeroeid. Er staan alleen hier en daar nog wat verdorde bomen en struiken en ook dieren zijn zeldzaam geworden. De overlevenden van die zestigminutenoorlog gingen samenhokken in grote steden die zelfstandige stadstaten zijn geworden. Deze steden werden op wielen gezet maar er is altijd een tekort aan brandstof. De rijdende steden voeren oorlog met elkaar om de laatste overgebleven bestaansmiddelen. De jonge Tom Natsworthy kruist het pad van de mysterieuze Hester Shaw en dat heeft grote gevolgen voor de toekomst.

## Rolverdeling
| Acteur           | Personage           |
| ---------------- | ------------------- |
| Robert Sheehan   | Tom Natsworthy      |
| Hera Hilmar      | Hester Shaw         |
| Hugo Weaving     | Thaddeus Valentine  |
| Stephen Lang     | Shrike              |
| Jihae            | Anna Fang           |
| Roman Raftery    | Bevis Pod           |
| Patrick Malahide | Magnus Crome        |
| Leila George     | Katherine Valentine |

## Productie
In 2009 toonde Peter Jackson interesse voor het regisseren van de boekverfilmingen van de Levende steden-boekenreeks van Philip Reeve. Uiteindelijk produceerde hij de film en liet de regie over aan zijn medewerker Christian Rivers die hierbij zijn regiedebuut maakt. In februari 2017 werden Robert Sheehan, Ronan Raftery en Hera Hilmar toegevoegd aan de cast.
De filmopnamen gingen van start in april 2017 in Wellington, Nieuw-Zeeland en eindigden in juli 2017.

### Release
De eerste trailer werd uitgebracht op 18 december 2017. De film ging in première op 27 november 2018 in het theater Empire, Leicester Square in Londen.